# Judd mat Gaardebounen

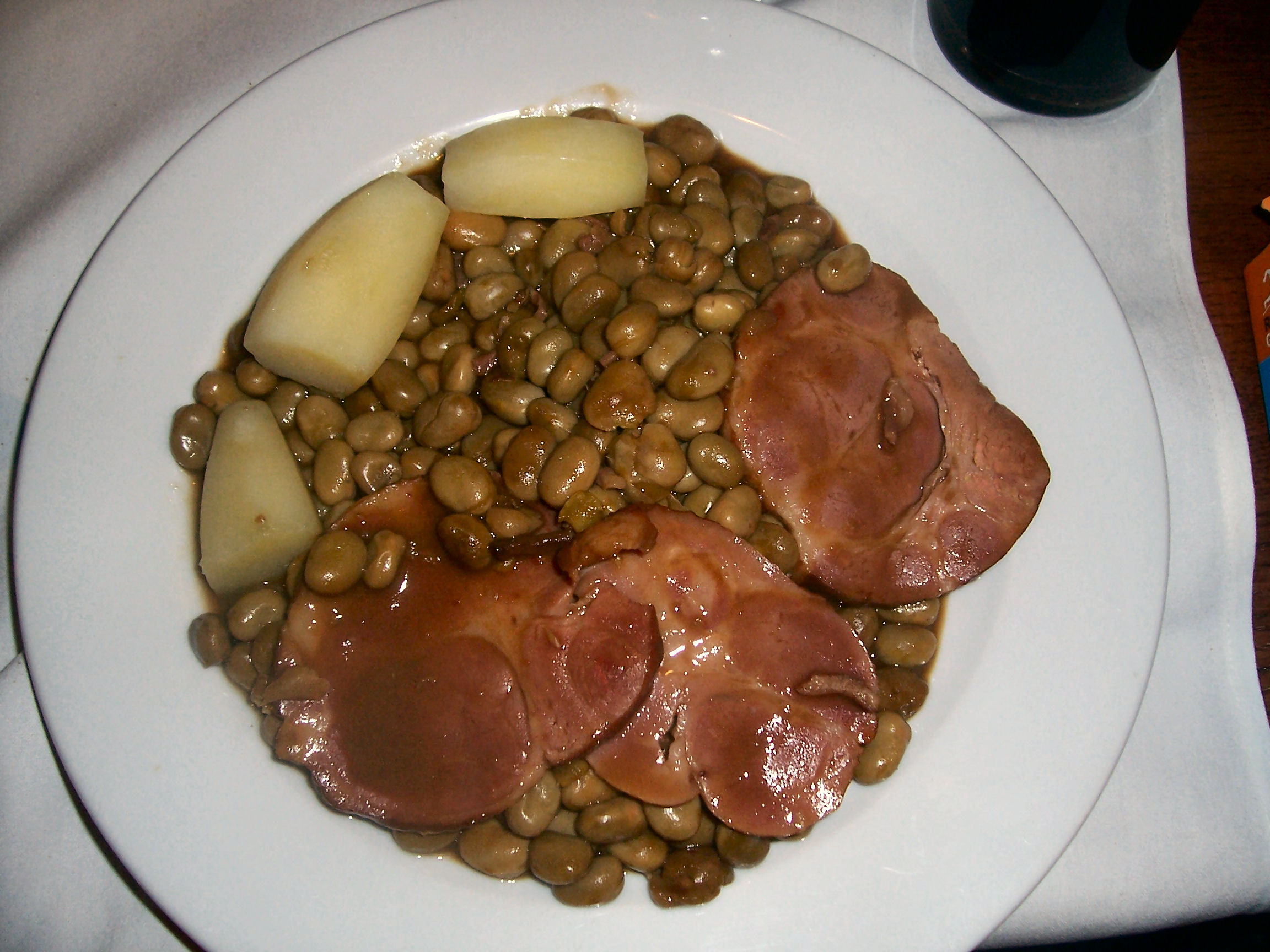
Judd mat Gaardebounen

El Judd mat Gaardebounen és un dels plats nacionals més reconeguts de Luxemburg. S'associa amb el poble de Gostingen al sud-est del país, on els habitants s'han guanyat el sobrenom de «Bounepatscherten» com a resultat de les seves excel·lents faves.

## Preparació
Després de ser amarat en aigua durant la nit, la carn fumada del coll de porc es bull i desgreixa, després es deixa a foc lent amb porros, pastanagues, api i uns claus d'espècia durant unes dues hores. S'inclou un pom d'herbes junt amb un got de vi de Mosel·la. Per a les faves, escaldades en aigua durant 5 minuts, es prepara una salsa amb ceba picada. Els tacs de porc s'arrebossen amb farina i s'enrosseixen en mantega en una casserola, el brou de la carn s'agita junt amb la salsa, que ha de ser força líquida, es deixa a foc lent durant uns 20 minuts. S'afegeixen les faves a la salsa junt amb sajolida picada, pebre i sal. Quan el porc està llest, es retira del brou, es talla a rodanxes i es presenta en un plat gran amb les faves. El plat es pot servir amb patates cuites i bon vi o cervesa.

## Etimologia
L'origen de la paraula «Judd» no és clar. Una possibilitat, suggerida pel lingüista Jean-Claude Müller, membre del luxemburguès Institut Gran Ducal, és que ve de la paraula espanyola: «judía» (mongeta). Segons Müller, a Galícia, també hi ha un plat de porc servit amb faves que es diu localment «judía» -pronunciat: «chudia». Conclou el plat va ser portat a Luxemburg per les tropes espanyoles durant els segles xvi i xvii. Si aquest fet fos cert, aleshores Judd mat Gaardebounen s'aproximaria a «Mongetes amb porc».